# QEK Aero

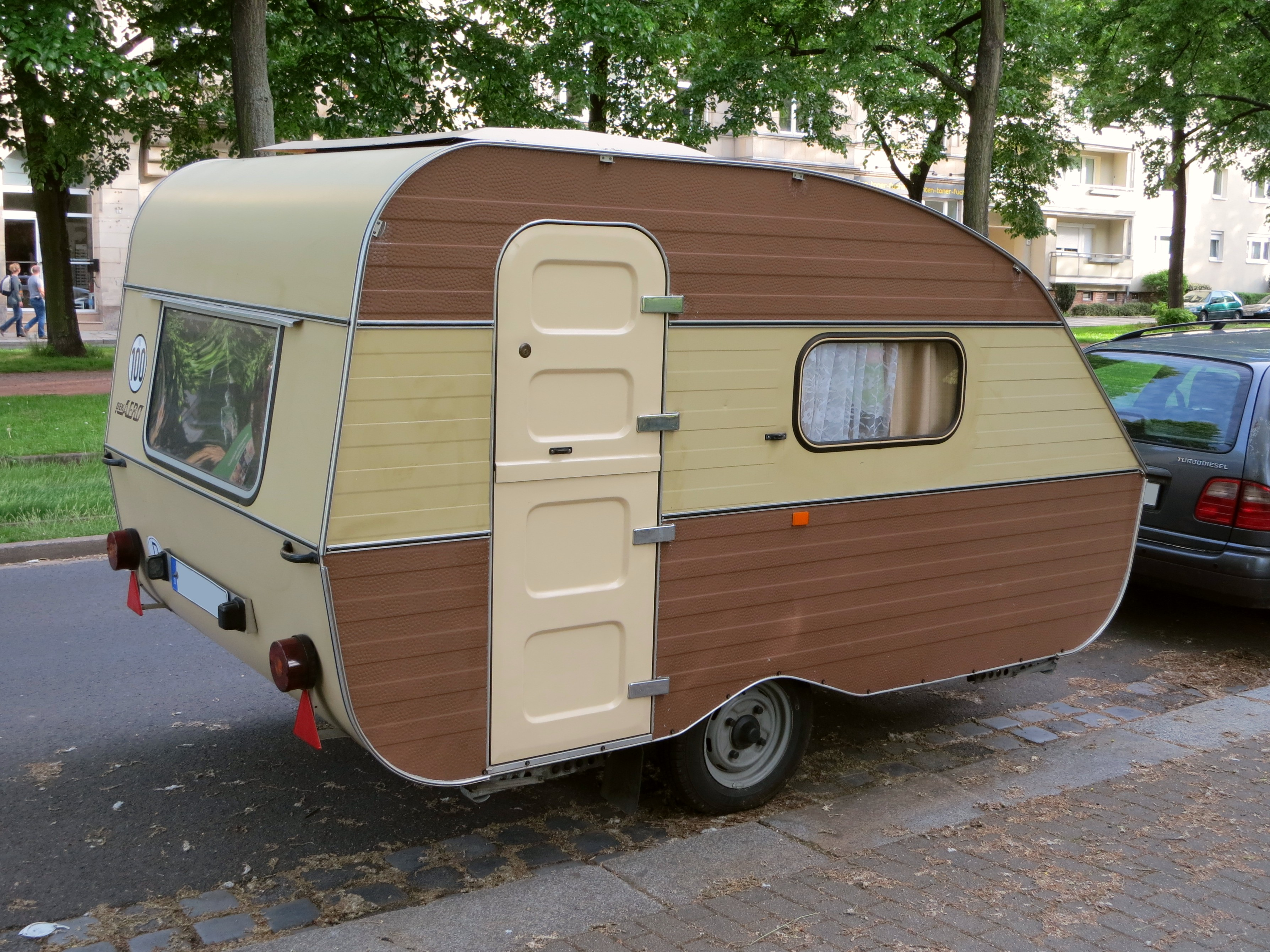
QEK Aero

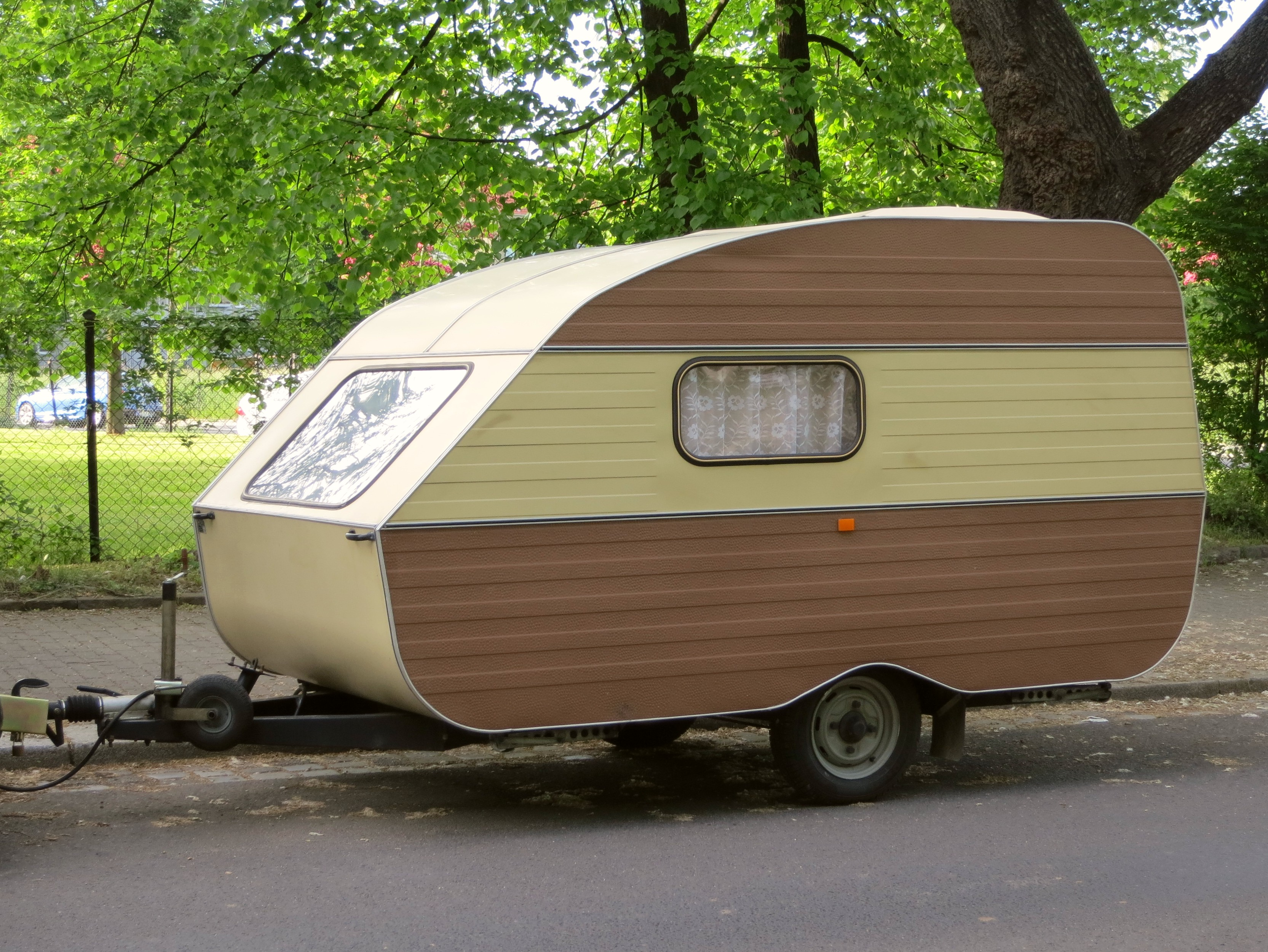
QEK Aero

Der QEK Aero ist ein Wohnwagen aus der DDR. Der Name Qek Aero soll die besondere Windschlüpfrigkeit des Modells hervorheben. Somit ist der vordere Teil stark geneigt. 

## Geschichte
Dieses Modell ist die Weiterentwicklung des QEK Juniors. Er wurde vom VEB Stahl- und Walzwerk Wilhelm Florin in Hennigsdorf bei Berlin entworfen und im VEB Qualitäts- und Edelstahlkombinat Brandenburg (Stammwerk VEB Stahl- und Walzwerk Hennigsdorf) hergestellt. Die Serienproduktion startete im Frühjahr 1986.

## Aufbau
Das Leergewicht beträgt 500 kg und die maximale Zuladung 150 kg. Auf dem Stahlrohrrahmen ist eine Aluminiumverkleidung angebracht. Als Isolierung dient Schaumstoff. Die Fenster und das Dach sind aus doppelwandigem Polyester, aber ohne Isolierung gefertigt. Die hohe Tür mit Trittmulde ist im hinteren Teil der Karosserie angebracht. Am Bug sind Liegeflächen, die je nach Aufbau, Platz für zwei Erwachsene oder zwei Erwachsene und Kinder bieten, vorhanden.

## Technische Daten
| Technische Daten             | QEK Aero                                              |
| Leergewicht                  | 500 kg                                                |
| zulässige Gesamtmasse        | 600 kg                                                |
| zulässige Achslast           | 650 kg                                                |
| Maximale Deichsellast        | 50 kg                                                 |
| Gesamtlänge                  | 4.320 mm                                              |
| Länge des Aufbaus            | 3.250 mm                                              |
| Gesamtbreite                 | 1.947 mm                                              |
| Höhe                         | 2.100 mm                                              |
| Spurweite                    | 1.540 mm                                              |
| Anhängerkupplung             | Kugelkupplung KK 82 TGL 21642                         |
| Rahmen                       | geschweißt                                            |
| Achsführung                  | Dreieckslenker                                        |
| Federung                     | Schraubenfedern mit hydraulischen Schwingungsdämpfern |
| Bremse                       | mechanische Auflaufbremse mit Rückfahrautomatik       |
| Reifen                       | 5.20 x 13                                             |
| Scheibenrad                  | 4 J x 13 H 1 J 35-2                                   |
| Reifendruck                  | 150 kPa (ohne Zuladung), 200 kPa (mit Zuladung)       |
| Elektrik                     | 12 V                                                  |
| Netzanschluss                | 220 V Wechselspannung oder 12 V Gleichspannung        |
| Liegefläche                  | 2.150 × 1.850 mm                                      |
| Stehhöhe bei offenen Hubdach | 1.860 mm                                              |